# Ozothamnus

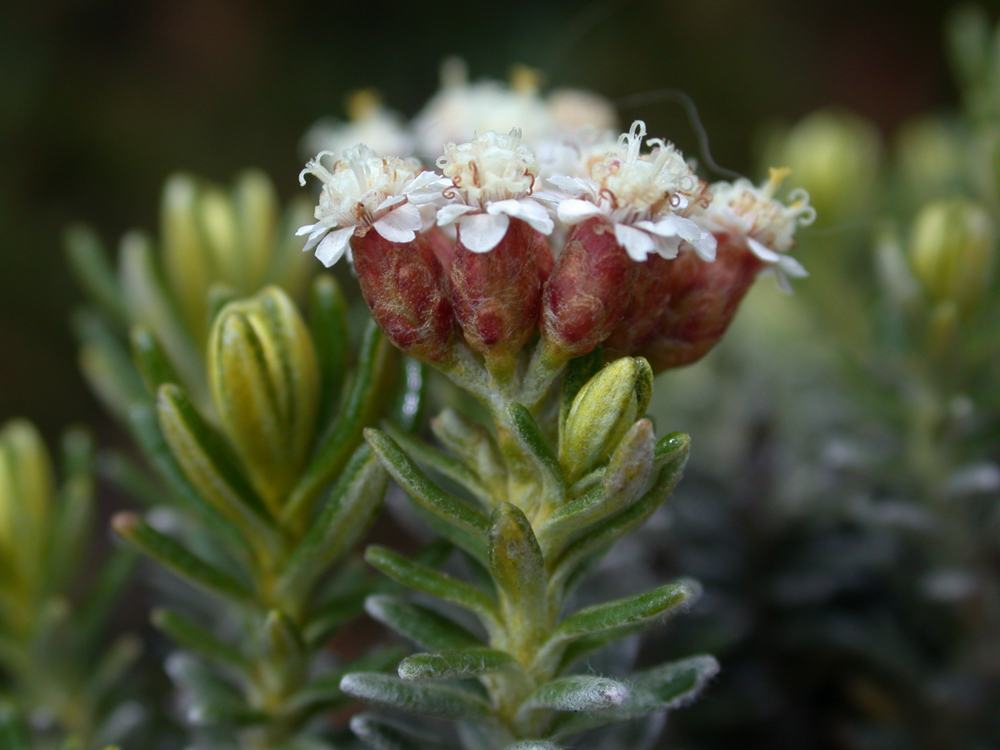
Ozothamnus ledifolius

Ozothamnus – rodzaj roślin z rodziny astrowatych. Należy do niego 61 gatunków. Występują one w Australii, Nowej Zelandii i Nowej Kaledonii. 
Liczne gatunki uprawiane są jako rośliny ozdobne, zwłaszcza Ozothamnus ledifolius i O. rosmarinifolius.

## Morfologia

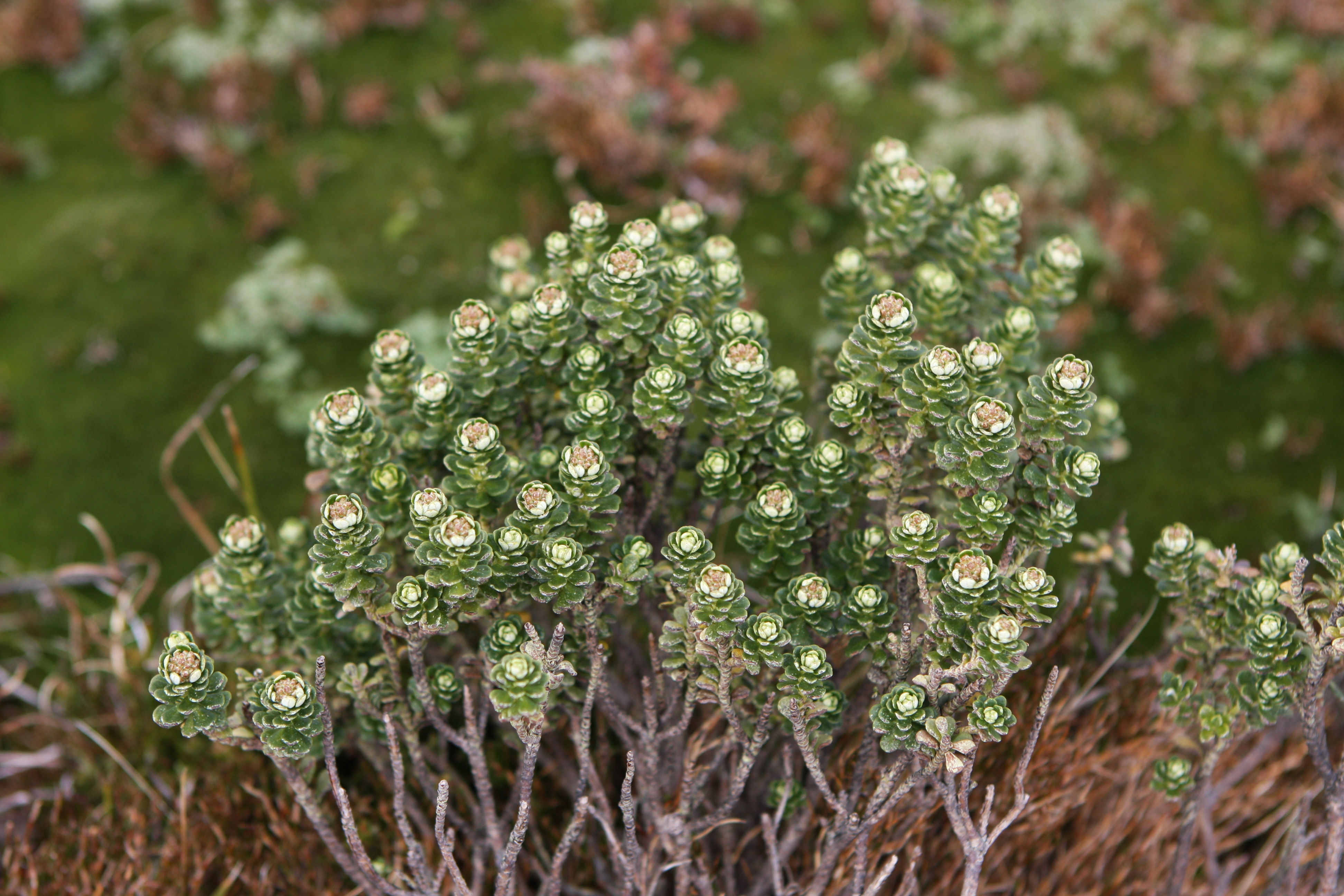
Ozothamnus rodwayi

PokrójKrzewy, Ozothamnus ferrugineus wyrasta w niewielkie drzewo do 5 m wysokości.
LiścieSkrętoległe, o blaszce płaskiej, podwiniętej lub wywiniętej, całobrzegiej, owłosionej z obu stron lub z jednej, u niektórych gatunków od dołu, u innych od góry.
KwiatyZebrane w koszyczki wyrastające pojedynczo lub w baldachogronach. Okrywa z listkami błoniastymi lub papierzastymi, przejrzystymi lub barwnymi. Dno koszyczka płaskie, zwykle bez plewinek. Na skraju koszyczka rozwijają się kwiaty rurkowate lub nitkowate żółte lub białawe. Wewnętrzną część koszyczka zajmują kwiaty rurkowate obupłciowe, także żółte lub białe.
OwocePodługowate, owalne, jajowate, czasem skręcone niełupki, nagie lub owłosione, z nitkowatym, łuskowatym lub haczykowatym puchem kielichowym, wolnym lub zrastającym się w pierścień lub grupy.

## Systematyka
Pozycja systematyczna
Rodzaj z rodziny astrowatych Asteraceae, w obrębie której klasyfikowany jest do podrodziny Asteroideae i plemienia Gnaphalieae.
Wykaz gatunków
- Ozothamnus adnatus DC.
- Ozothamnus aggregatus (Yeo) Anderb.
- Ozothamnus alpinus (N.A.Wakef.) Anderb.
- Ozothamnus antennaria (DC.) Hook.f.
- Ozothamnus argophyllus (A.Cunn. ex DC.) Anderb.
- Ozothamnus bidwillii (Benth.) Anderb.
- Ozothamnus bilobus (N.A.Wakef.) Anderb.
- Ozothamnus blackallii (N.T.Burb.) Anderb.
- Ozothamnus buchananii Puttock ex Mig.F.Salas & Schmidt-Leb.
- Ozothamnus cassinioides (Benth.) Anderb.
- Ozothamnus cassiope (S.Moore) Anderb.
- Ozothamnus catadromus (N.A.Wakef.) Anderb.
- Ozothamnus cinereus (Labill.) Sweet
- Ozothamnus conditus (N.A.Wakef.) Anderb.
- Ozothamnus coralloides Hook.f.
- Ozothamnus costatifructus (R.V.Sm.) Anderb.
- Ozothamnus cuneifolius (F.Muell. ex Benth.) Anderb.
- Ozothamnus cupressoides Puttock & D.J.Ohlsen
- Ozothamnus dimorphus (Cockayne) Anderb.
- Ozothamnus diosmifolius (Vent.) DC.
- Ozothamnus diotophyllus (F.Muell.) Anderb.
- Ozothamnus ericifolius Hook.f.
- Ozothamnus eriocephalus (J.H.Willis) Anderb.
- Ozothamnus × expansifolius (P.Morris & J.H.Willis) Anderb.
- Ozothamnus ferrugineus (Labill.) Sweet
- Ozothamnus filifolius Puttock
- Ozothamnus floribundus de Salas & Schmidt-Leb.
- Ozothamnus glomeratus (Raoul) Hook.f.
- Ozothamnus gunnii Hook.f.
- Ozothamnus hookeri Sond.
- Ozothamnus kempei (F.Muell.) Anderb.
- Ozothamnus ledifolius (A.Cunn. ex DC.) Hook.f.
- Ozothamnus lepidophyllus Steetz
- Ozothamnus leptophyllus (G.Forst.) Breitw. & J.M.Ward
- Ozothamnus lycopodioides Hook.f.
- Ozothamnus microphyllus Hook.f.
- Ozothamnus obcordatus DC.
- Ozothamnus obovatus (DC.) Anderb.
- Ozothamnus occidentalis (N.T.Burb.) Anderb.
- Ozothamnus parvifolius (Yeo) Anderb.
- Ozothamnus pinifolius (G.Forst.) DC.
- Ozothamnus plumeus (Allan) Anderb.
- Ozothamnus purpurascens DC.
- Ozothamnus reflexifolius Leeson & Rozefelds
- Ozothamnus reflexus (N.T.Burb.) de Salas & Schmidt-Leb.
- Ozothamnus reticulatus DC.
- Ozothamnus rodwayi Orchard
- Ozothamnus rogersianus (J.H.Willis) Anderb.
- Ozothamnus rosmarinifolius (Labill.) Sweet
- Ozothamnus rufescens DC.
- Ozothamnus scaber F.Muell.
- Ozothamnus scutellifolius Hook.f.
- Ozothamnus secundiflorus (N.A.Wakef.) C.Jeffrey
- Ozothamnus selaginoides Sond. & F.Muell.
- Ozothamnus × selago Hook.f.
- Ozothamnus stirlingii (F.Muell.) Anderb.
- Ozothamnus tesselatus (Maiden & R.T.Baker) Anderb.
- Ozothamnus thyrsoideus DC.
- Ozothamnus tuckeri (F.Muell. ex J.H.Willis) Anderb.
- Ozothamnus vagans (C.T.White) Anderb.
- Ozothamnus vauvilliersii (Hook.f.) Hombr. & Jacquinot ex Decne.
- Ozothamnus vespertinus R.W.Davis, Wege & Schmidt-Leb.
- Ozothamnus whitei (N.T.Burb.) Anderb.